# Liste des croiseurs italiens
Ci-dessous une liste de croiseurs italiens :

## Croiseurs
Prises de guerre (1° guerre mondiale) :
- Taranto (ex-allemand SMS Straßburg) - coulé en 1944
- Bari (ex-allemand SMS Pillau) - coulé en 1943
- Ancona (ex-allemand SMS Graudenz) - détruit en 1937
- Premuda (ex-allemand V.116) - rayé en 1939
- Cesare Rossarol (ex-allemand B.97) - rayé en 1937
- Brindisi (ex-autrichien SMS Helgoland) - rayé en 1937
- Venezia (ex-autrichien SMS Saida) - rayé en 1937

Croiseurs légers :
- Classe Condottieri
  - Classe Giussano :
    - Alberico da Barbiano (1930) - coulé en 1941
    - Alberto di Giussano (1930) - coulé en 1941
    - Bartolomeo Colleoni (1930) - coulé en 1940
    - Giovanni dalle Bande Nere (1930) - coulé en 1942

  - Classe Cadorna :
    - Luigi Cadorna (1931) - BU 1950s
    - Armando Diaz (1931) - coulé en 1941

  - Classe Montecuccoli :
    - Raimondo Montecuccoli (1934) - BU 1960s
    - Muzio Attendolo (1934) - coulé en 1942

  - Classe Duca d'Aosta :
    - Emanuele Filiberto Duca D'Aosta (1934) - attribué à l'URSS en 1949
    - Eugenio di Savoia (1935) - attribué à la Grèce en 1951 pour remplacer l'Hella

  - Classe Duca degli Abruzzi :
    - Luigi di Savoia Duca degli Abruzzi (1936) - BU 1960s
    - Giuseppe Garibaldi (1936) - BU 1970s
- Classe Capitani Romani :
  - Attilio Regolo (1940) - attribué à la France en 1948 et renommé Chateaurenault
  - Scipione Africano (1941) - attribué à la France en 1948 et renommé Guichen
  - Pompeo Magno (1941) - reddition en 1943 transformé et complété après la guerre et renommé "San Giorgio"
  - Ulpio Traiano (1942) - (non complété) torpillé en 1943
  - Ottaviano Augusto (1942) - (non complété) coulé 1943
  - Cornelio Silla (1941) - (non complété) coulé en 1944
  - Claudio Druso (-) - (non complété) BU
  - Caio Mario (1941) - (non complété) sabordé en 1943/44
  - Paolo Emilio (-) - (non complété) BU
  - Vipsania Agrippa (-) - (non complété) BU
  - Giulio Germanico (1941) - complété après guerre et renommé San Marco, BU 1971/80
  - Claudio Tiberio (-) - non complété
- Classe Etna (non complétée)
  - Etna (1942) - sabordé en 1943 puis renfloué
  - Vesuvio (1941) - sabordé en 1943 puis renfloué
- Cattaro (ex-yougoslave Dalmacija, capturé en 1941, ex-allemand Niobe, acheté en 1924) - torpillé en 1943
- FR 11 (ex-français Jean de Vienne, capturé en 1943) - pris par les Allemands en 1943, coulé en 1944
- FR 12 (ex-français La Galissonnière, capturé en 1943) - pris par les Allemands en 1943, coulé en 1944

## Esploratore
- Classe Agordat [1] (1899)
- Quarto [2] (1911)
- Libia (1912)
- Classe Nino Bixio [3] (1911-12)
- Classe Alessandro Poerio [4] (1914)
- Classe Mirabello [5] (1915-16)
- Classe Aquila [6] (1917-19)
- Classe Leone [7] (1923-24)
- Classe Navigatori (1928-30)

## Croiseurs protégés
- Giovanni Bausan (en) (1883)
- classe Etna :
  - Etna (1885)
  - Vesuvio (1886)
  - Stromboli (1886)
  - Ettore Fieramosca (en) (1888)
- Dogali (1885) - vendu à l'Uruguay en 1908 est renommé Montevideo, BU 1932
- Piemonte (1888)
- classe Umbria :
  - Umbria (1891)
  - Lombardia (1890)
  - Etruria (1891) - coulé en 1918
  - Liguria (1893)
  - Elba (1893)
  - Puglia (1898)
- Calabria (1894)

- Libia (ex Drama-croiseur turc)
- classe Campania :
  - Campania (1914)
  - Balilicata (1914)

## Croiseurs cuirassés
- Marco Polo (1892)
- Classe Vettor Pisani :
  - Vettor Pisani (1895)
  - Carlo Alberto (1896)
- Classe Giuseppe Garibaldi :
  - Giuseppe Garibaldi (1899) - coulé en 1915
  - Varese (1902 - 1923)
  - Francesco Ferruccio (1902-1930)
- Classe Pisa :
  - Pisa (1909-1937)
  - Amalfi (1909) - coulé en 1915
- classe San Giorgio :
  - San Giorgio (1910) - coulé en 1941
  - San Marco (1911-1931)

## Croiseurs lourds
- Classe Trento :
  - Trento (1927)- coulé en 1942
  - Trieste (1926) - coulé en 1943
  - Bolzano (1927) - coulé en 1944
- Classe Zara :
  - Zara (1930) - coulé en 1941 à la bataille du cap Matapan
  - Pola (1931) - coulé en 1941 à la bataille du cap Matapan
  - Fiume (1930) - coulé en 1941 à la bataille du cap Matapan
  - Gorizia (1931) - coulé en 1944